# Alfred Loudet

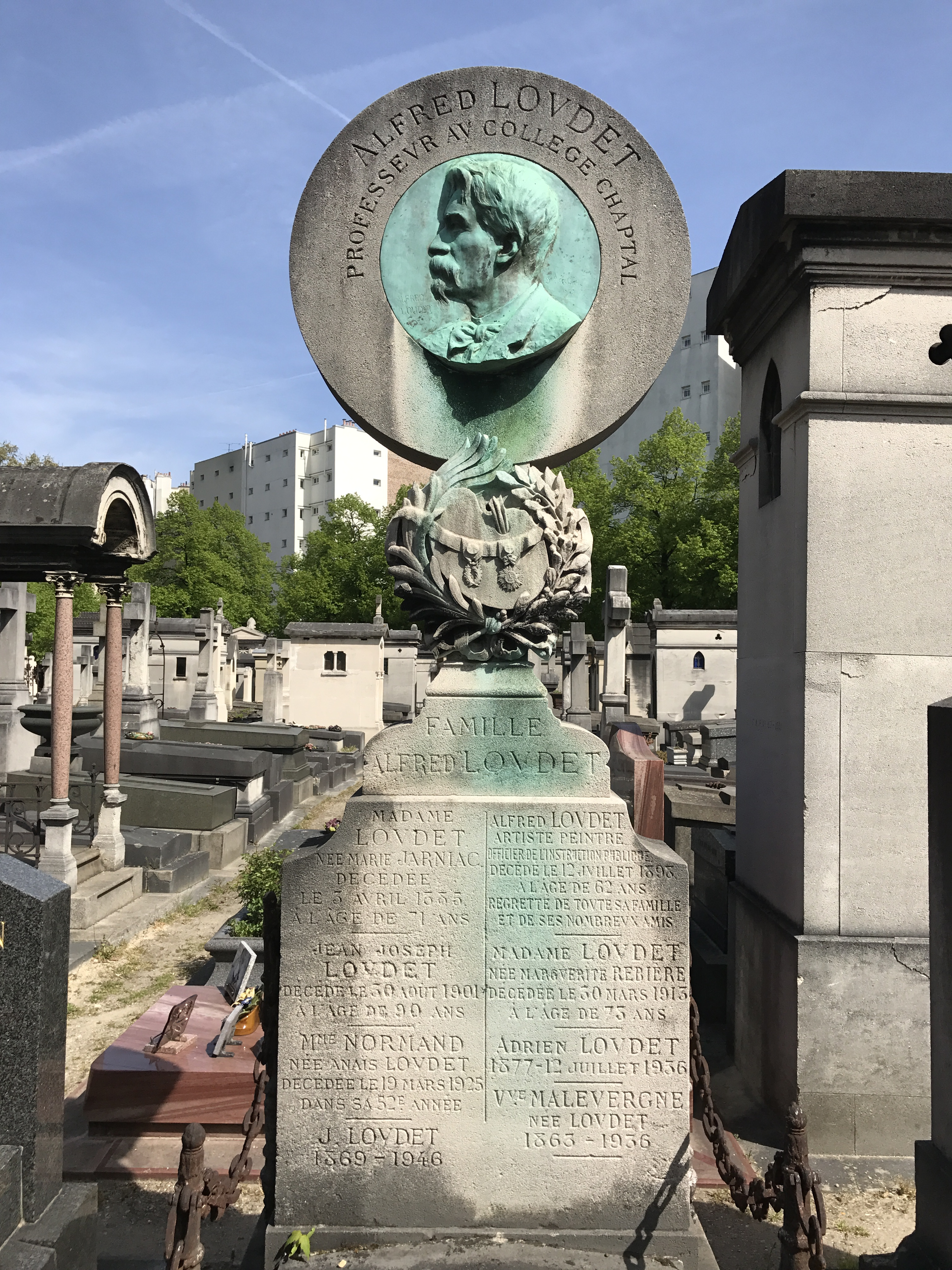
Sépulture d'Alfred Loudet au cimetière du Montparnasse à Paris.

Alfred Loudet est un peintre français né le 21 février 1836 à Montélimar (Drôme) et mort le 12 juillet 1898 à Paris.

## Biographie
Alfred Loudet naît à Montélimar le 21 février 1836. Il est le fils de Jean Joseph Loudet, plâtrier, et de son épouse, Marie Jamiac. 
Il manifeste enfant des dispositions à la peinture, et entre à l'âge de seize ans à l'École des beaux-arts de Lyon. Le succès qu'il y rencontre lui permet d'obtenir une pension du conseil général de la Drôme, grâce à laquelle il part s'installer à Paris et travaille dans l'atelier de Léon Cogniet.
En 1862, il concourt pour le prix de Rome et est classé premier par le jury qui, cette année-là, ne décerne pas le prix. En 1863, il remporte le prix de la demi-figure peinte, dit du torse, de l'École des beaux-arts.
Il collabore aux travaux d'Isidore Pils à l'opéra Garnier, ainsi qu'à ceux de Joseph-Nicolas Robert-Fleury, au Tribunal de commerce. Pendant la Commune de Paris, en 1871, il publie dans une petite revue, La Galerie satirique, une caricature violemment hostile à Adolphe Thiers.
Il a été professeur de dessin aux écoles de la Ville de Paris, où il eut entre autres comme élèves Abel Mignon.

## Œuvres

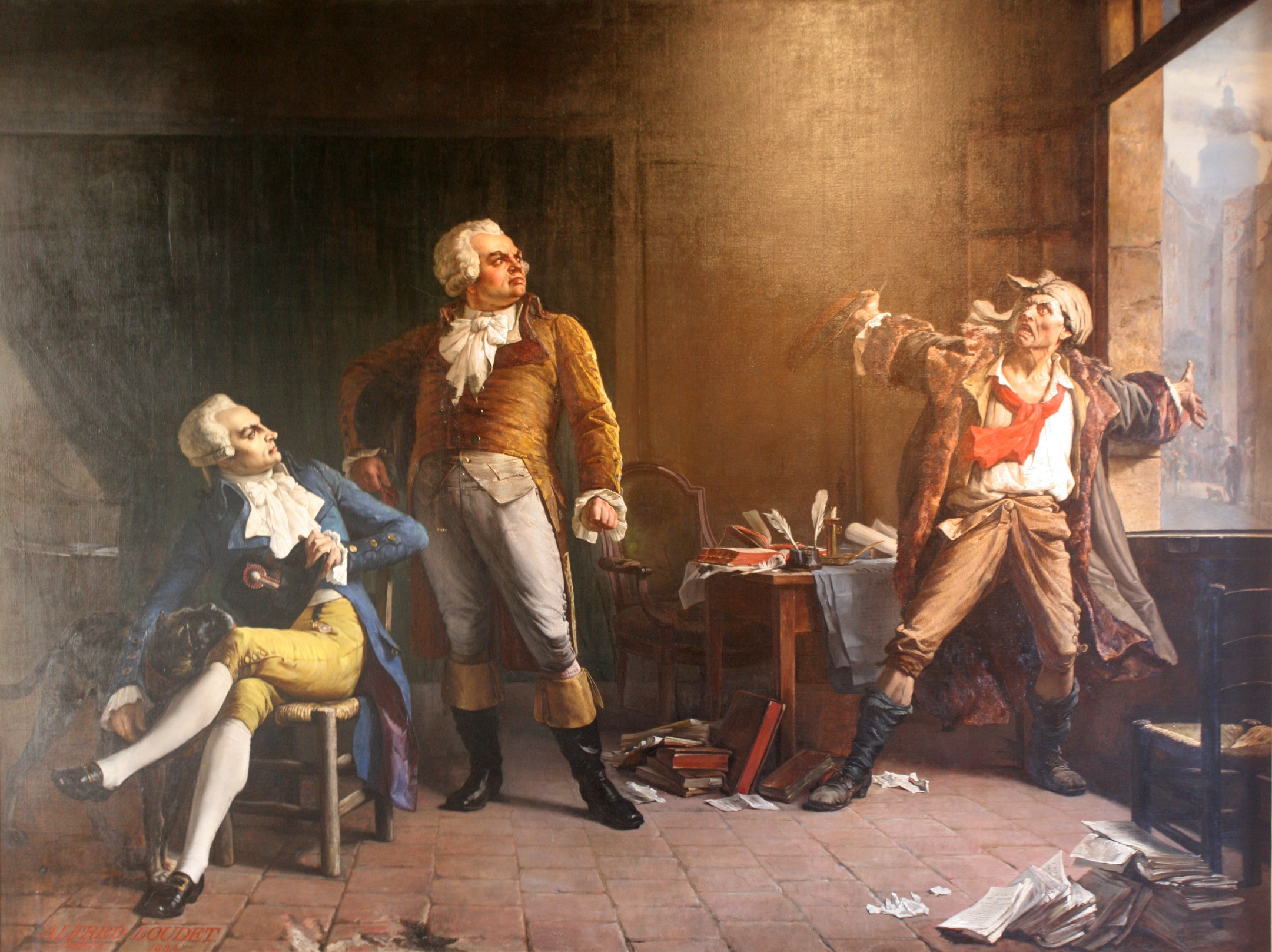
Robespierre, Danton, et Marat, 1882
(musée de la Révolution française).

### Portraits
- Portrait du général baron Renault, exposé au Salon de peinture et de sculpture de 1866[2] ;
- Portrait de Pierre Séguier, Garde des Sceaux et Chancelier de France, exposé à la Cour de cassation[2],[5] ;
- Portrait de Duguay-Trouin, exposé au ministére de la Marine[2].

### Tableaux de guerre
- Sœurs hospitalières soignant un malade[2] ;
- Le Premier Pain blanc[2].

### Tableaux d'histoire
- Céphale et Procris[2] ;
- Mouna[2] ;
- Le Bon Samaritain[2].
- Robespierre, Danton et Marat, 1882

### Tableaux de genre
- Une Grappe pour un baiser, 1877